# Alameda del Valle
Alameda del Valle es un municipio y localidad española de la Comunidad de Madrid, en la comarca de la Sierra Norte. El término municipal tiene una población de 255 habitantes (INE 2024).

## Geografía
Se encuentra en el noreste de la Comunidad de Madrid, más exactamente en la comarca de la Sierra Norte, muy cerca del puerto de Malagosto.
Está en el valle alto del Lozoya, valle que forman los municipios de Rascafría, Lozoya y Pinilla del Valle, que empieza en la vertiente sur de la sierra de Guadarrama y acaba en la vertiente norte de Los Altos de Hontanar. La zona cuenta con numerosa vegetación: arbolado de ribera, álamos, chopos y fresnos, así como encinas, algunos olmos y zarzas. El río Lozoya atraviesa el municipio, encontrándose la localidad en la margen izquierda de aquél.

### Sectores urbanos
Está formado por siete sectores urbanos:
| Nombre           | Observaciones y tipología |
| ---------------- | ------------------------- |
| El Alamillo      | Casco Antiguo             |
| Barrio de Abajo  | Casco Antiguo             |
| Barrio de Arriba | Casco Antiguo             |
| Los Navazos      | Edificación abierta       |
| El Sotillo       | Edificación abierta       |
| Las Tierras      | Casco Antiguo             |
| Heredades        | Edificación abierta       |

## Historia
Los musulmanes, debido a la sierra de Guadarrama, iniciaron desde el pueblo muchas intrusiones hacia Segovia. El arcipreste de Hita, en el Libro del buen amor, nombra el puerto de Malagosto como el lugar de encuentro con la serrana, el puerto fue durante siglos, vía de comunicación entre el valle del Lozoya y Segovia.
Fue parte desde su fundación a la Comunidad de Ciudad y Tierra de Segovia en el Sexmo de Lozoya. Perteneció a la provincia de Segovia hasta la reestructuración provincial realizada en 1834 cuando pasó a formar parte de la de Madrid.
La ganadería siempre fue el mayor recurso económico de Alameda del Valle, exportaban lana, cobraban peaje a todos los rebaños que atravesaban las tierras. En el siglo XVIII, empezó a tener importancia la industria de lino.
Hacia mediados del siglo XIX, el lugar tenía contabilizada una población de 242 habitantes. La localidad aparece descrita en el primer volumen del Diccionario geográfico-estadístico-histórico de España y sus posesiones de Ultramar de Pascual Madoz de la siguiente manera:

ALAMEDA DEL VALLE: v. con ayunt. de la prov., adm. de rent., aud. terr. y c. g. de Madrid (16 leg.), part. jud. de Buitrago (4 1/2) dióc. de Toledo: sit. á la márg. izq. del r. Lozoya en el hermoso valle de este nombre no lejos del punto llamado Malagosto que facilita el paso de las montañas que dividen ambas Castillas. Tiene 70 casas y 1 igl. parr. de mediana construccion; el curato es perpetuo y lo provee el ordinario en concurso general. Confina el térm. por N. con el de Rascafria, E. con el de Pinilla, S. con el Oteruelo, y O. con el monast. del Paular; el terreno es de buena calidad, especialmente toda la parte que corresponde al valle, abundante en prados de riego y de bosques arbolados. Prod. lino, centeno: cria ganado lanar fino, vacuno y mucha caza. Pobl. 70 vec, 242 alm.: cap. prod. 2.272,913 rs., imp. 116,267. contr. segun el cálculo general de la prov., el 11 por 100.
(Madoz, 1845, p. 186)

Hasta hace poco el municipio habría mantenido cierta prosperidad, gracias a la calidad de sus pastos, sus regadíos y la explotación de los bosques del municipio, pero cuando la ganadería y la agricultura perdieron el poder económico, mucha gente tuvo que emigrar del pueblo. Hoy en día, una fuente importante de ingresos en Alameda del Valle es el turismo, con los bosques de la zona y el embalse de Pinilla.

## Demografía
Cuenta con una población de 255 habitantes (INE 2024).
| Gráfica de evolución demográfica de Alameda del Valle entre 1842 y 2021                                               |
| |
| Población de derecho según los censos de población del INE. Población de hecho según los censos de población del INE. |

## Comunicaciones

### Por carretera
Desde Burgos y Madrid. Hay que llegar por la A-1 hasta el desvío de Lozoyuela, y después de pasar Lozoya, el segundo desvío da paso a Alameda del Valle. También desde el puerto de Navacerrada y Rascafría.

### En autobús
| Línea | Recorrido                                   | Operador |
| ----- | ------------------------------------------- | -------- |
| 194   | Madrid (Plaza de Castilla) – Rascafría      | ALSA     |
| 194A  | Buitrago del Lozoya - Lozoyuela - Rascafría | ALSA     |

Se deberá enlazar en Buitrago del Lozoya con la línea 191 en las horas que no circule la línea 194. Se recomienda consultar horarios.

## Símbolos
El escudo heráldico y la bandera que representan al municipio fueron aprobados oficialmente el 28 de septiembre de 1993. El escudo se blasona de la siguiente manera:E

Partido. Primero, de plata, un álamo de su color sobre ondas de azur y plata; Segundo, de gules, un acueducto de plata sobre peñascos de lo mismo. Al timbre de Corona Real Española.
Boletín Oficial de la Comunidad de Madrid nº 237 de 6 de octubre de 1993

La descripción textual de la bandera es la siguiente:

Proporción 2:3, el paño rojo, con un triángulo blanco que tiene su vértice en los ángulos superiores del asta y el batiente y en el centro de la base; cargando al centro el Escudo Municipal.
Boletín Oficial de la Comunidad de Madrid nº 237 de 6 de octubre de 1993

## Administración y política
Lista de alcaldes
| Periodo   | Nombre                                    | Partido   |
| --------- | ----------------------------------------- | --------- |
| 1979-1983 | Vicente José Peláez                       | UCD       |
| 1983-1987 | Luis Blázquez Sanz                        | AP-PDP-UL |

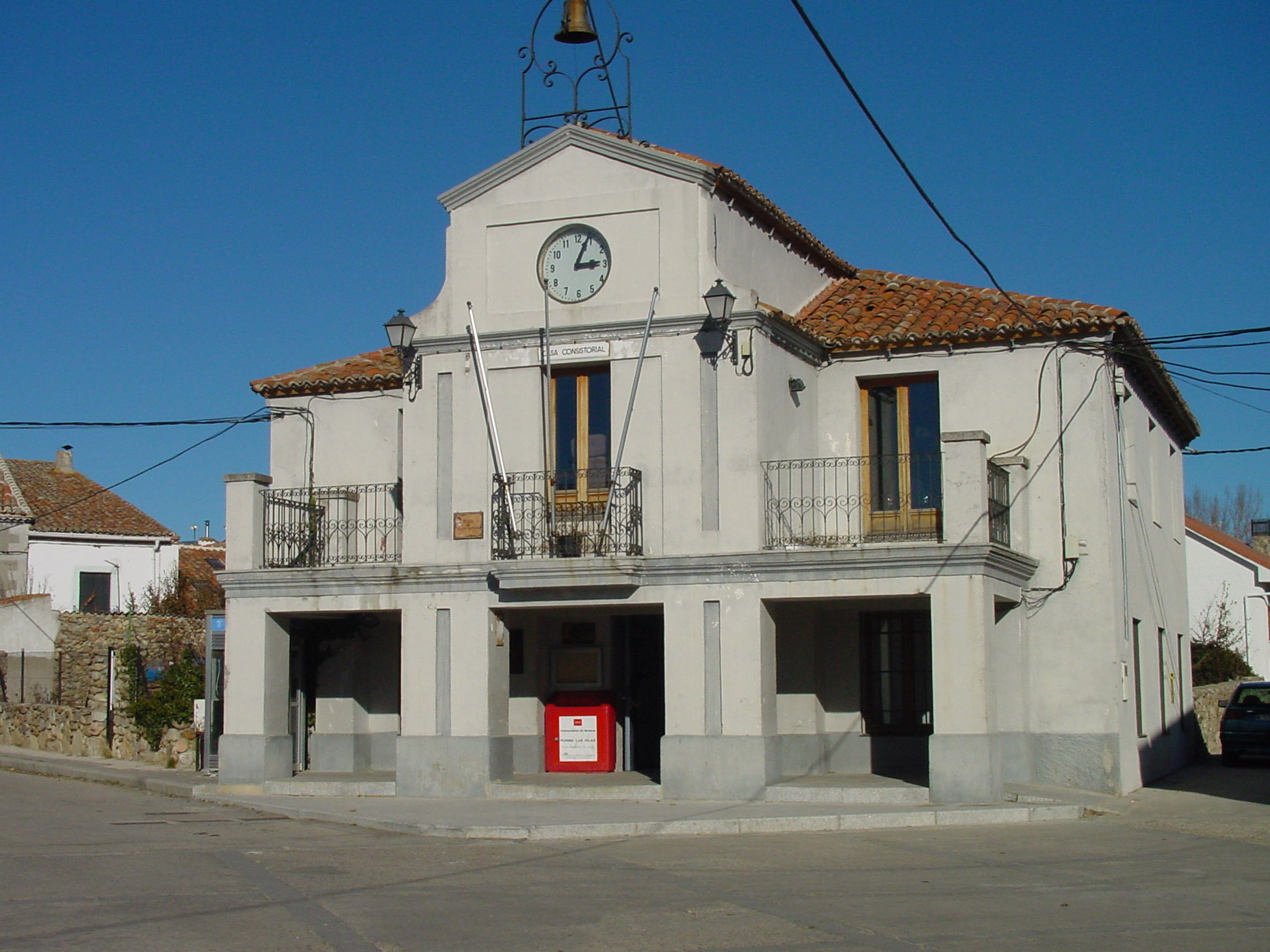
Casa consistorial

| 1987-1991 | Mª Milagros García García                 | PSOE      |
| 1991-1995 | Juan Carlos Sanz Sanz                     | PSOE      |
| 1995-1999 | Fuencisla Sanz Sanz                       | PP        |
| 1999-2003 | Pedro Jesús García Trigo                  | PP        |
| 2003-2007 | Miguel Molinos Muñoz                      | PP        |
| 2007-2011 | Francisco Javier García García            | PP        |
| 2011-2015 | Mariano García Sanz                       | PP        |
| 2015-2019 | Noemi Frías López Roberto Canencia Castro | PSOE PP   |
| 2019-2023 | Roberto Canencia Castro                   | PP        |
| 2023-act. | María Elizabeth Crespo Chiabrero          | PSOE      |

## Patrimonio

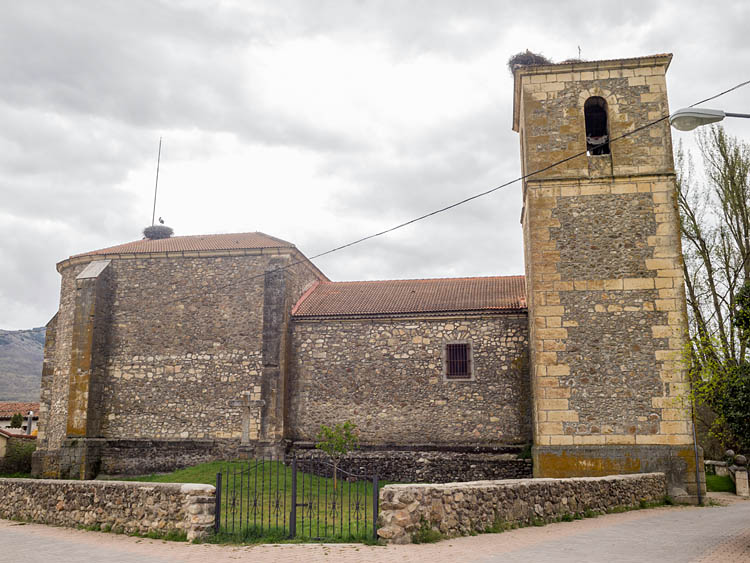
Iglesia de Santa Marina
Se encuentra en el suroeste de la localidad, en el límite del casco urbano. Saliendo del pueblo, al pasar la iglesia se llega a los prados (zona sin edificar). Se comenzó a construir en el siglo XVI, en estilos gótico y renacentista. Fue reformada en el siglo XVIII.
Núcleo urbano
Es muy irregular, y no ha variado en toda su historia, excepto algunos edificios de pisos y chalets en las afueras del núcleo. Hay hasta huertas en el núcleo urbano, algo poco común, y también plazoletas y callejuelas muy estrechas. Hay muestras de la arquitectura de la zona por toda la localidad, como viviendas, dependencias y construcciones de piedra de los siglos XVIII y XIX.
Casa consistorial
Fue construida a principios del siglo XX, tiene balcones a ambos lados y un reloj, y lo más curioso es un campanil de forja que se encuentra en lo alto del reloj. Fue rehabilitada recientemente.
Ermita de Santa Ana
Se encuentra en el monte de Santa Ana, fuera del núcleo urbano, a unos tres kilómetros, y en ella se conserva una imagen románica de Santa Ana, del siglo XI y del siglo XIII. Llevada en julio en procesión, el resto del tiempo lo pasa allí.

## Fiestas
En la localidad se celebraran la Virgen de las Candelas el 2 de febrero, fiesta en la que el ayuntamiento invita a degustar alimentos como jamón y bebidas como la limonada, y Santa Marina el 18 de julio, la fiesta patronal de la localidad. A finales de julio se celebra la festividad de Santa Ana en la que se lleva la imagen de la virgen en procesión de la iglesia a la ermita de Santa Ana, luego se celebra una comida, unos juegos infantiles, una verbena y bailes. El día 8 de septiembre es la Natividad de la Virgen María, con misa y procesión, La caldereta popular y otros actos festivos suelen desplazarse al fin de semana más próximo.